# جدادیا گوداکر
جدادیا گوداکر (به انگلیسی: Jedidiah Goodacre) یک بازیگر کانادایی است.

## زندگی‌نامه
جدادیا "جد" گوداکر در شهر پترولیا ، اونتاریوی کانادا به دنیا آمد و به همراه سه خواهر و یک برادر بزرگتر بزرگ شد.

او در سال ۲۰۱۲ برای آموزش بازیگری فیلم و تلویزیون ، به مدرسه فیلم ونکوور رفت و اولین نقش خود را به عنوان چد چارمینگ در فیلم فرزندان ایفا کرد.

## فیلم ها
- ۱۰۰ نفر (اپیزود ۱۶ فصل ۲ و اپیزود ۱۴ فصل ۲)
- سرزمین فردا در نقش دوست جتپک[۱]
- فرزندان در نقش چد چارمینگ ، پسر سیندرلا [۲]
- فرزندان ۳ (۲۰۱۹)
- سوپرنچرال (اپیزود ۱۲ فصل ۱۱)
- راه شریران